# Lukáš Rohan
Lukáš Rohan [ˈlukaːʃ ˈroɦan] (* 30. Mai 1995 in Mělník) ist ein tschechischer Kanute.

## Karriere
Lukáš Rohan gewann im Kanuslalom im Einer-Canadier nach einem zweiten Platz im Mannschaftswettbewerb bei den Europameisterschaften 2014 seine erste internationale Medaille. 2018 belegte er mit der Mannschaft in Prag den dritten Platz. Im Einzel gelang ihm seine erste Podestplatzierung bei den Europameisterschaften 2020 in Prag, als er hinter Benjamin Savšek Zweiter wurde.
Bei den 2021 ausgetragenen Olympischen Spielen 2020 in Tokio gelang ihm nach einem achten Platz im Vorlauf und einem vierten Platz im Halbfinale die Finalqualifikation. Mit einer Laufzeit von 101,96 Sekunden blieb er trotz einer Zwei-Sekunden-Strafe nur hinter dem siegreichen Slowenen Benjamin  Savšek zurück und sicherte sich somit den Gewinn der Silbermedaille. Dritter wurde der Deutsche Sideris Tasiadis, der 1,8 Sekunden später als Rohan das Ziel erreichte. Kurz nach den Spielen belegte Rohan bei den Weltmeisterschaften 2021 in der Mannschaftskonkurrenz einen weiteren zweiten Platz.
Sein Vater Jiří Rohan gewann sowohl bei den Olympischen Spielen 1992 in Barcelona als auch 1996 in Atlanta ebenfalls die Silbermedaille im Kanuslalom des Einer-Canadiers.